# 허훈 (농구 선수)
허훈(許訓, 1995년 8월 16일~)은 대한민국의 농구 선수로 현재 한국프로농구의 부산 KCC 이지스 소속으로 활동하고 있다.

## 출신 학교
- 서울삼광초등학교
- 용산중학교
- 용산고등학교
- 연세대학교

## 아마추어 시절
연세대학교 시절 4년 내내 주전으로 활약하였다. 4학년때에는 주장을 맡았다. 부상으로 결장한 경기도 많았지만 챔피언결정전때 최우수선수상을 수상하며 활약하였다. 신인드래프트에서 유력한 1순위 후보이며, 전체 1,2순위 지명권을 가진 부산 kt 소닉붐에 갈 확률이 매우 높아졌다.

## 수원 kt 소닉붐시절
2017-2018 신인드래프트에서 1라운드 1순위, 전체 1순위 예상대로 부산 kt 소닉붐에 지명되었다. 2017년 11월 7일 서울학생체육관에서 sk 나이츠를 상대로 공식 프로데뷔전을 치렀다. 23분 21초를 뛰면서 15득점 7어시스트 2리바운드를 기록하면서 좋은 모습을 보였주었다. 이후 프로 무대에 빠르게 적응해 나가면서 점차 출전시간을 늘려 가고 있다.
이후 경기에서 평균 25분의 출장시간을 가져가면서, 신인들중 가장 많은 평균 9득점을 기록하고 있다. 이때문에 가장 유력한 신인왕 후보로 떠올랐다.
하지만 그 이후에 SK 나이츠의 연세대학교 동기인 안영준이 식스맨으로써 팀에서 쏠쏠한 활약을 하면서 경쟁 상대로 떠올랐다. 1월에 안영준이 큰부상을 당하면서 허훈의 신인왕이 유력하였으나, 안영준이 생각보다 매우 빠르게 부상에서 복귀하면서 신인왕 경쟁에 다시 불을 붙였다. 그리고 같은 팀의 양홍석도 기량이 만개하면서 신인왕 경쟁에 참여하였다. 이후에 훈련중 부상을 당하면서 2월 한달간 결장하였다. 복귀전에서 쏠쏠한 활약을 하였다. 2017-2018시즌에 데뷔한 신인들중 가장 좋은 기록을 남겼으나, 부상으로 인한 한달간의 결장, 팀의 압도적인 꼴찌성적 탓에 신인상 수상에 실패하였다.
2019-2020시즌 2020년 2월 9일 안양 KGC인삼공사와의 경기에서 KBL 최초 '20득점-20어시스트'를 달성했다.

## 상무 농구단 시절
2022년 5월 16일에 입대하였으며, 전역일은 2023년 11월 23일이다.

## 개인사
전 농구 선수인 허재가 그의 아버지이며 형 허웅도 농구 선수이며 부산 KCC 이지스에서 활약 중이다.

## 방송 출연
- 2016년 MBC 《마이 리틀 텔레비전》 - 게스트
- 2020년 MBN 《자연스럽게》 - 게스트
- 2020년 JTBC 《뭉쳐야 찬다》 - 게스트
- 2020년 SBS 《정글의 법칙》 - 게스트
- 2021년 JTBC 《뭉쳐야 쏜다》 - 게스트
- 2021년 KBS2 《옥탑방의 문제아들》 - 게스트
- 2021년 MBC 에브리원 《비디오스타》 - 게스트
- 2021년 JTBC 《해방타운》 - 게스트
- 2021년 MBC  《나 혼자 산다》 - 게스트
- 2021년 MBC 《안싸우면 다행이야》 - 게스트
- 2021년 tvN  《식스센스 2》- 게스트
- 2021년 MBC  《호적메이트》- 게스트
- 2022년 JTBC 《허섬 세월 - 허삼 부자 섬집 일기》 - With 허웅,아버지

## 수상 내역
- 2021 Best 5 수상
- 2020 동아스포츠대상 남자프로농구 올해의 선수상
- 2019 정규시즌 MVP 수상
- 2018 제18회 자카르타-팔렘방 아시안게임 농구 남자 5x5 동메달
- 2017 대학농구리그 챔피언결정전 최우수선수상
- 2014 KB국민은행 대학농구리그 신인상
- 2013 제38회 대한농구협회장기 전국남녀중고농구대회 남고부 최우수상
- 2012 제37회 대한농구협회장기 전국남녀중고농구대회 남고부 최우수상

## 에피소드
- 아버지가 허재, 형이 허웅으로 농구인 집안이다.
- 이미 고등학교 시절부터 유명하였으며, 형을 따라 연세대학교에 입학하여 활약하였다.
- 장점으로는 탄탄한 웨이트, 승부처에 강한 강심장, 게임리딩, 패스, 시야, 드리블, 슈팅력 등 기본기를 두루 갖춘 포인트가드이지만, 좋은 미드레인지 풀업점퍼에 비해 낮은 성공률의 3점슛과 작은 신체 사이즈로 인한 수비 열세. 보완이 필요한 수비센스에다 최악에 가까운 2대2 수비능력이 단점으로 꼽히고 있다.

## 가족관계
- 아버지 : 허재(전 대한민국 농구 국가대표 선수, 전 KCC감독, 전 대한민국 농구 국가대표팀 감독, 전 고양 데이원 점퍼스 단장, 방송인 1965년 9월 28일 57세)
- 어머니 : 이미수
  - 형 : 허웅(부산 KCC 이지스 소속, 1993년 8월 5일 29세 )